# Amblyopone amblyops
Amblyopone amblyops é uma espécie de formiga do gênero Amblyopone.